# 피그말리온 아이들
《피그말리온 아이들》은 구병모 작가가 2012년에 발표한 장편 소설이다.
외딴 섬에 자리하고 언론 취재, 국가 지원을 거부한 대안학교인 '로젠탈 스쿨'에 다큐멘터리 PD가 취재를 가서 벌어지는 일들을 다룬다.

## 줄거리
프리랜서 PD인 '마'는 주로 청소년 교양 프로그램을 연출했다. 이번에 연출할 프로그램의 주제는 '로젠탈 스쿨'이었다. 로젠탈 스쿨은 로젠탈 스쿨 교직원과 학생들 외에는 주민들이 20명밖에 없는 '낙인도'에서 16년동안 운영되어 있었는데, 설립 의도, 교육 방침, 교육 고정, 재학생들의 면면, 졸업생들의 진로 현황 등이 비공개였다. 언론 취재도 무시하고 국가 지원도 받지 않았다. 흔한 신입생 지원 홍보 팸플릿조차 없었다. 네티즌 수사대도 이 학교의 진실을 알아내지 못했다.
'마'는 이 학교를 카메라에 담기 위해 방송사에 기획안을 제출했고, 통과되었다. 이 학교를 다닌 재학생들에게 연락해 보았으나, 대부분은 연락이 되지 않았으며, 연락이 된 사람도 인터뷰를 피했다. 같이 취재를 떠난 '박'의 인맥으로 로젠탈 스쿨을 운영하는 교육 기업의 임원에 접촉했고, 취재 허가가 떨어졌다. 교육 기업의 임원은 '우리 학교가 실제로는 존재하지 않는다와 같은 소문을 밝혀달라'라고 말했다. '마'와 '박'은 불법 새우잡이 배로 보이는 통통배를 타고 낙인도로 갔다.
낙인도에 도착해 '마'와 '박'은 교장실로 갔다. 교장실에는 비서가 자주색 작업복을 입고 서 있었다. 정황상 로젠탈 스쿨 학생이 아르바이트를 하는 것으로 보였다. 교장실에 들어가자, 교장은 불쾌한 기색을 감추지 않았다. 교장은 '핸드폰은 반납하고, 전화는 이 전화기를 쓰시기를 바랍니다. 가급적이면 교내의 유선 전화를 쓰시기를 바라며, 인터넷은 컴퓨터실에서만 쓰라'고 말했다. 교장은 비서에게 '마'와 '박'을 기숙사 205호로 안내하라고 말했다.
기숙사 205호에서 마는 '일상 생활을 찍는 것은 필수'라며 학생 식당을 찍고 싶다고 말했다. 비서는 '말씀드려 드리겠다'고 말했다. 이어서 '교장 선생님이 외부 통화는 아주 급한 것이 아니면 하루에 한번씩 모아서 했으면 좋겠다고 말했다'라고 말했다. 마가 비서의 이름을 물어보자 자기의 이름은 신은휘라고 말했다.
로젠탈 스쿨은 '범죄자의 자식'으로 대표되는 사회 하층민에게 체계적인 '직업 훈련'을 시켜서 자신감과 자존감을 키워, '부모와 같은 길'을 가지 않게 하는 것이 목표였다. 이렇게 직업 훈련을 시켜 우수한 학생은 기업에서 연락이 오면 내보낸다는 것을 목표로 삼은 학교였다.
로젠탈 스쿨 도착 2일째 되는 날, '마'는 인기척을 느끼고 일어났다. 밖에는 아무도 없었다. 태블릿 PC를 만져보니 화면이 뜨거웠다. 이는 누군가가 전까지 태블릿 PC를 만졌다는 것을 뜻했다. 패턴을 알아내서 화면을 봤을지는 모르겠지만, '마'는 화면을 켜둔 상태에서 잠에 들었다. 화면에는 이메일 창을 띄우고 있었고, '마'는 방송국에 있는 제작진과 이메일을 주고받았다. 게다가 태블릿 PC 밑 노트에는 자신이 수상하다고 여긴 점을 적어두고 있었다.
-각종 마이스터고에 비해 전문성이 너무 약함.
특성화 세분화가 이루어지지 않고 있음.
중구난방에다 지나치게 다양한 분야에 발만 조금씩 담그기.
체계가 없는 맛보기 수준의 교육.
이러고 어떻게 사회인이 된다는?
취업률에 연연하지 않는 듯?
(별도 조사!)☆

'마'와 '박'은 비서인 신은휘도 인터뷰했다. '마'가 인터뷰 영상을 다시 돌려보는데, 수상한 점이 있었다.
여-분의 삶이 주어진 것 같은 느낌 있잖아요, 사람이 정말 이세상 딱 한 번 살다 가는데, 나는 이곳 학생들하고 함께 특별한 혜택을 얻은 느낌 말이에요.

기-회라고 생각해요. 이제 두 번 다시는 주어지지 않을 것 같아서, 잘 활용해 보고 싶어요. 한눈 안 팔고요.

서-먹서먹한 감정이 처음에는 없지 않았어요. 왠지 섬 하나 달랑 바다 한가운데 동떨어져 있으니까 겁도 좀 나고. 하지만 지금은,내가 그 옥탑방에서 빠져나오지 않았더라면 여기서 배운 것만큼 많은 걸 얻을 수 있었을까, 상상이 안 돼요.

달-인이 되어서 사회로 나간다고 보시면 돼요. 어느 한 분야든 간에. 학생들이 다 한가지 이상씩 실용적인 기술을 전공하고, 저 같은 경우는 재주가 달려서 총무 일도 간신히 하는 거지만 웬만한 사회생활은 큰 어려운 없을 것 같아요.

아-주 먼 훗날에 이르러서 제가 지금을 돌아봤을 때, 아, 내가 이런 것도 할 줄 알았구나, 나한테 이런 가능성이 있었구나. 그런 마음을 간직하고 살아갈 수 있을 것 같아요. 원래대로라면 바련조차 못 했을지 모르는 건데.

나-중에 어떤 경로를 거치든지 이 학교에 입학하게 되는 후배들이 있다면, 제가 졸업한 뒤에라도 가끔 와서 격려해 주고 싶어요. 우리가 항상 배우는 대로, 너희들 지금 아주 잘하고 있다고. 앞으로 더 잘할 수 있을 거라고.

특정 문장을 말할 때, 첫 글자를 말하고 길게 숨을 쉬었는데, 첫 글자들을 조합해보니 '여기서달아나가 나왔다. '마'는 이것이 장난인지, 아니면 진심을 다해 하는 경고인지 헷갈렸다.
밖에서 유리창 깨지는 소리가 났다. '마'와 '곽'은 본능적으로 촬영감이다라고 생각하고 밖으로 나갔다. 밖에서는 장비 실습반 아이들이 싸우고 있었다. 싸움이 점점 격해지자 '마'와 '곽'은 싸움을 중지시켰다. 뒤따라 교사가 나와서는 '마'와 '곽'에게 촬영본을 삭제하라고 말했다. '마'와 '곽'은 항의했으나 소용없었다. 싸움을 일으킨 아이들은 교사에게 불려가 어디론가 갔다.
싸움을 일으킨 아이 중 한명이 일어났다. 싸움을 일으킨 아이는 여기가 어딘지 몰랐다. 아무것도 보이지 않으며, 아무것도 손에 닿지 않는다. 바닥에는 먼지가 가득했다. 소리를 질러도 아무도 응답하지 않는다. 최하단부의 지하로 보였다.
'마'는 꿈을 꿨다. '마'와 '곽'은 얼차려 현장을 촬영했다. 학생들은 얼차려로 원산폭격, 토끼뜀을 받았다. '마'와 '곽'이 섬을 떠나려고 할 때, 한 여학생이 제발 가지 말라고 애원했다. 그 여학생은 근육이 찢어지는 것 같다고 말했다. 다른 아이들도 생리에 고열을 호소한다고 말했다. '마'는 자신이 어떻게 할 수 가 없다며, 섬을 떠났다. 며칠 후, '마'는 뉴스에서 얼차려 중 호흡 곤란으로 사망한 고2 여학생의 뉴스를 봤다. 뉴스에 나온 학교는 엊그제까지 있었던 곳이었다. '마'와 '곽'은 살인자로 찍혔고, '마'의 프로그램은 방송금지 처분을 받았다. 옆 테이블에서 아는 사람들이 '마'가 '죽음 현장을 방관한 사람'이라고 수근거렸다. 마는 꿈에서 일어났다.

꿈에서 일어나보니 방송사 직원인 '박'에게 조사를 의뢰한 것에 대한 답장이 와 있었다.
* 학교 아이들의 직계 가족들이 없다. 대부분 기록 말소 처리되었다.
- 로젠탈 스쿨이 위치한 섬에서 가까운 중대형 병원을 찾아본 결과, 재작년에 손가락 절단으로 찾아온 학생이 있었다. 그밖에도 로젠탈 스쿨에서 온 학생의 피에서 모두 ADHD 치료제인 암페타민 아니면 아토목세틴 성분이 검출되었다.
- 로젠탈 스쿨 출신 아이들 중 연락이 닿는 사람은 4명이었는데, 2명은 무직자, 1명은 도를 아십니까 포교꾼, 나머지 한명은 다단계에 빠져 빚더미 상태였다. 그나마 대화가 가능했던 PC방에 살다시피하는 사람의 말에 따르면, 학교를 나가면 기본적으로 천만원 이상의 청구서가 나온다. 3년을 로젠탈 스쿨에 있었던 PC방 체류자의 말로는 5천만원이 청구되었다. 학교에서 배운 얄팍한 기술만으로는 돈을 많이 버는 일을 할 수가 없어, 빚더미에 쌓이게 되고, 그렇게 외부와의 접촉을 끊게 된다.
  - PC방 체류자가 갑자기 '약 먹을 시간'이라며 갔다. 뒤따라갔더니 PC방 체류자는 조수적 차창에 십자드라이버를 꽃았다.

- 전에도 방송팀이 한번, 신문사와 잡지사에서도 각각 한번씩 로젠탈 스쿨을 찾아갔다. 신문사의 기사는 검색이 되기는 하는데 기사를 클릭하면 삭제되었다고 떴다. 신문사의 내용과 담당 기자를 알고 싶어서 문의했더니 이제 근무 안 한다고 이름을 안 알려 줬다. 결국 5년 사이에 그만둔 기자 명단을 찾아내서 추려 봤더니 3명이 나왔다. 2명은 그런 기사 담당한 적 없다고 말했고, 나머지 한명은 행방불명으로 퇴직 처리되었다.

'마'는 사용 허락을 맡고 비서실로 들어갔다. 비서실 컴퓨터의 키보드를 누르자 컴퓨터가 켜졌다. 절전 상태인 것으로 보아 신은휘는 곧 돌아올 것 같았다. '마'는 컴퓨터의 파일을 찾아봤으나, 파일이 많고 파일의 제목도 '연말정산자료' 같은 단어가 아닌 'iwnsmjcama'와 같은 무의미한 영어로 되어 있었다. 하드디스크를 통째로 복사하고 싶었으나, USB 플래시 드라이브 용량은 32GB였고, 22GB를 쓸 수 있었다. '마'는 신은휘가 일부러 비밀을 알리기 위해 컴퓨터를 켜 놨다고 가정하고 복사를 시작했으나, 화면에 표시된 복사 시간은 16시간 25분 48초였다. 게다가 컴퓨터는 다운되었다. '마'는 전체 파일 복사가 불가능하다고 판단, 다른 폴더와 달리 별색 처리가 되어 있는 폴더만 복사했다. 비서실에 신은휘가 들어오자 '마'는 재빨리 USB 플래시 드라이브를 켜고 전화를 하는 척 했다. '마'는 밖으로 나가면서 신은휘에게 '계속 신호가 오면 대답해 주는 게 맞겠지?'라고 말했고, 신은휘는 '어떤 신호인지 그 내용과,자기가 놓인 상황이 어떤가에 따라 다르겠죠? 혹시 제가 아저씨의 호출에 그때그때 대답을 못드리는 부분이 불편하시다면…'이라고 말했다. '마'는 '아냐. 은휘는 아주 잘하고 있어. 그럼 조금만 더 부탁해.'라고 말하고 나갔다.
205호에서 파일들을 열어보았다. 파일명은 다른 파일과 다르게 '5iwnsmjcama'처럼 무작위 영어 앞에 숫자가 있었다. 숫자를 제외하고 앞단어만 따서 합쳐 보니 ‘takemeout’이 나왔다.
신은휘는 데스크톱 모니터를 바라보았다. 자신이 한 행동이 '잘한 일인지' 의구심이 들었다. 책상 위에 있던 거의 모든 물건들의 위치가 조금씩 달라져 있었다. 신은휘는 과거에, 한 남자를 기절시킨 뒤 두 명의 교사가 끌고 가는 것을 지켜본 자신에게 교장이 '참 잘했어요'라고 말한 것이 생각났다. 신은휘는 자신이 교장의 '참 잘했어요'를 다시는 들을 수 없겠다는 것을 직감했다.
그밖에도 이 학교는 수상한 점이 한두가지가 아니었다.
- 촬영이 매우 제한적임.
  - 학생들의 생활상은 제한된 범위에서 찍도로만 허용하며, 인터뷰는 지정된 자리에서만 가능.
  - 거의 모든 것이 교장의 '사전 허가'를 받아야 함.
  - 지나가던 학생들에게 직접 질문을 하는 것은 불가함. 무조건 비서를 통해서 전달해야 함.
    - 교장은 위치 추적기에 가까운 '비서 호출기'를 제공함.
- 모든 학생들이 인터뷰에서 하나같이 교장과 학교를 찬양함.
- 급식 후 식판을 반납한 뒤, 학생들이 입에 무엇인가를 넣고 물을 삼킴. 해당 장면이 나오는 것을 비서가 손으로 막음.
- 컴퓨터실에서 접속할 수 있는 언론사는 3종류밖에 없었는데, 그 3종류의 사이트들은 보수 성향인 정권에게 불리한 기사는 실지 않는 언론사임. 이메일 주소는 학교에서 발급한 것만 사용 가능.
  - 생활 지도 교사인 '윤'은 이 상황에 대해 '정보가 과도하게 넘쳐나는 사회에서는 정서적 혼란을 방지하고자 교사가 방향을 제시해야 할 필요가 있다. 불우한 아이들에게 긍정적인 마인드를 심어줄 매체가 필요하다.'고 말함.
- 기숙사는 전원 1인실로, 개별 학생들의 대화는 금지됨.
- 교복은 면 소재의 작업복임.
- 모든 학생들은 호출기를 가지고 있으나, 신은휘 등 특별 학생을 제외한 모든 학생들은 수신만 가능함.
- 지도 교사가 참석한 다는 조건 하에, 특별 활동(직업 훈련), 학생들의 모임은 가능.
- 토요일에는 도서관에 있는 책을 골라 독서 모임을 갖는데, '책'들은 주로 자기개발서, 대기업 CEO 자사전이 많음.
  - 토요일 독서 시간 후, 오후 03시부터 오후 10시, 즉 취침 전까지는 자유 시간이나, 학생들 대부분은 동아리 활동에 참여함.
- 일요일에는 산에 올라가 등산 훈련을 함.
- 보건실 의사는 대학 병원에서 근무하다 은퇴하고 로젠탈 스쿨로 왔는데, 학생이 많지 않다 보니 사실상 쉬고 있음.

'곽'은 복도를 지나가면서 SOS를 뜻하는 모스 부호의 소리가 들렸다. 그 소리는 철문 너머에서 났다. 곽은 라이터로 철문의 빨랫줄을 끊어 내자 철문이 열렸고, 철문 너머는 계단이었다. 계단 아래로 내려가자 저번에 싸운 한 아이가 있었다. 그 아이는 자신을 구조해 달라고 했다. 꺼내 주겠다며 위로 올라갔을 때, 곽은 자신의 눈앞에서 교사 '정'의 철봉을 봤다.
'마'는 진료실에서 의사의 진료를 봤다. '마'의 주머니에 있는 녹음기의 녹음 시작 버튼을 눌렀다. '마'가 원하는 것은 약이 아닌, 트레이에 있는 똑같이 생긴 알약들이었다. 그 알약은 저번에 급식실에서 학생들이 먹은 것이었다. '마'가 '이 약이 뭐냐'라고 묻자 의사는 '십대 청소년들을 위핸 비타민'이라고 말했다. 이 말을 하는 의사는 매우 부자연스러워 보였다. '마'는 50명 이상에게 식사를 제공하는 곳에선 영양사가 필요한데 왜 영양사가 없느냐'라는 투로 따져 물었고, 의사의 표정에는 당황스러운 기색이 엿보였다. 그때 교사 '윤'과 '정'이 보건실로 들어와 '마'를 교장실로 끌고갔다.
교장실에서 교장은 '규정을 어겼으니 촬영은 중단해 주시고, 촬영한 데이터는 모두 빼서 저희에게 주십시오.'라고 말했다. '마'는 항의했으나 소용없었다. 교사들은 이미 노트북을 뒤지고 있었다. 교장은 곽'은 금지 구역에 발을 들이셔서 잘 처리했다.'고 말했다. 여러 논쟁을 벌인 끝에, 교장은 '요즘 컴퓨터들은 주머니에도 들어간다더라. '마'의 옷을 뒤져라'라고 말했다. '윤'은 '나오지 않으면 속옷을 볼 것이고, 속옷에서도 나오지 않으면 삼켰을 수도 있으니 X-RAY라도 찍어 볼 것입니다. 먼저 신발 속부터 보시죠.'라고 말했다. '마'는 신발 끈을 풀 것처럼 허리를 숙였다가 윤의 턱을 들이받았따. 비실비실한 '윤'은 쓰러졌다. 교장이 다가왔으나, 70대의 노인인 교장을 '마'는 손쉽게 제압했다. '마'는 도망쳤다.
비서실에는 '정'과 신은휘가 있었다. 비서실에서 노트북과 트렁크를 뒤졌다. '정'은 갑자기 신은휘의 가슴을 움켜쥐었다. 손은 배로 내려갔고, 엉덩이를 한번 만지더니 떨어졌다. 이는 무엇인가가 의심스러울 때 교사들이 하는 행위였다. 신은휘는 이때 저항하면 어떻게 되는지 잘 알고 있었다. '정'이 나갔고, 신은휘는 호출기를 분해한 뒤 철사를 뽑아서 자신의 작업복 가슴 안쪽에 구겨 넣었다. 호출기로 '마'에게 대피 방법을 보냈다.
신은휘는 무릎을 꿇고 있었다. '정'은 신은휘의 등을 발로 밟고 있었다. 교장은 손톱을 깎고 그 손톱을 신은휘의 머리로 불었다. 그 전에 신은휘는 호출기가 고장났다고 주장했으나, 먹히지 않았다. 교장은 '염병할 호출기가 망가졌다는 것이 말이 되냐, 빨리 고쳐라 이것은 자백할 기회를 주는 것이다, 내가 너를 어떻게 믿었는데 이런 짓을 한 것이냐, PD가 달콤한 말을 속삭거렸냐, 지하실만에는 처박지 않을테니 30분안에 고치지 않으면 그다음에는 어떻게 될지 모른다' 운운하며 말했다.
'마'는 산으로 도망쳤다. 산에서 호출기를 확인해보니 신은휘에게서 메시지가 와 있었다.
- 15시부터 16시까지 북문 방향 출구에서 제2교사에 이르는 길이 비어 있음 
- 제2교사 우측 문으로 들어가면 지하실로 연결되는 계단 나옴 / 지하 복도 통해서 직진 / 제일끝 계단 통해 2층으로 올라가면 세탁실 
- 세탁실 간의식 창문이 열려 있음 / 들어가서 이불 빨래 속에 숨어 계실 것 / 혼모랑 다른 애들이 협조할 것임 
- 가능하다면 올라간 길 그대로 따라 내려오실 것

'박'은 '마'에게 메일을 받았다. 귀찮았고 또 무엇을 요구할지 두려웠던 '박'은 메일을 보지 않았다. 그러나 새벽에 '마'에게 다시 메일이 왔다. 제목은 '피디 아저씨가 위험합니다 제발 도와주세요'였다. 내용은 '메일 수신 확인이 안 되어 다시 보냅니다 배터리가 모자라 길게 적지 못합니다 누구든 좋으니 와서 피디 아저씨를 좀 구해 주세요'라고 말했다. '박'은 저번에 온 메일을 다시 읽었다. 메일의 앞부분는 '안녕하세요 저는 로젠탈 스쿨 학생입니다 피디 아저씨 부탁받고 가장 최근 발신자에게 메일 보냅니다'였다. 박은 엘레베이터로 내려가며 전화를 걸었다. "김 검사님, 저 박 기자입니다. 예, 안녕하시죠? 지금 잠깐 통화 괜찮으세요?"
학교는 '마'의 수색을 시작했다. 마을에 전화를 걸어, 수상한 사람이 오면 즉시 잡아달라고 말했다. 전교생을 동원해 수색을 시작했으나, '마'는 잘못된 방향을 향해서 헝겊을 묶어 낚시를 했다. '마'는 제2교사 우측 문으로 들어가, 혼모를 만났고, 혼모의 도움으로 세탁실에 숨었다.
'곽'은 눈을 떴다. 뒷목과 관자놀이가 아팠다. 주위를 만져보니 낡은 옷가지가 만져졌다. '곽'은 장롱 속에 갇혔다. 곽은 재빨리 내 이름, 자신의 소속, 아내와 딸을 떠올렸다. '곽'은 다행이 자신이 돌아 버리지는 않았다고 생각했다. '곽'은 저번에 지하실에 갇혀 있던 아이가 어떻게 됐을지 궁금했다. 곽은 손에 헝겊을 감아 문짝을 치기 시작했다.
'정'이 세탁실에 들어왔다. '정'은 혼모에게 별 의미없는 '너 혼자냐, 왜 혼자 있냐' 등만 묻고, 갈려 했으나 세탁 준비실 문이 반쯤 열린 것을 보았다. '정'은 혼모에게 '너 진짜 혼자니?'라고 물었다. 혼모는 '정말인데요.'라고 단호하게 대답했다. '정'은 나직하게 '너한테 가장 중요하면서 가장 모자란 게 뭐라고 했지?'라고 말했다. 혼모는 '정.직. 입니다.'라고 말했다. '정'은 '날 속이려 들어?'라고 말했고, '옷 벗어'라고 말했다. '정'은 '사람에게 무력감과 자괴감을 불러일으키는 데에는 강제 탈의 만한 것이 없다'고 생각했다. 그때 '마'가 나왔다. '마'는 나오면서 '교육자라는 사람이 이런 짓을 하냐?'고 말했다. '마'는 자신이 목숨을 구걸해야 한다는 것을 잘 알았다. '정'은 '일단 두 손바닥을 핀 다음, 머리 위로 하고 일로 오시겠어요?'라고 말했다. 그때 '정'의 휴대폰에서 전화가 왔다. 그 전화는 해경이 왔다는 내용이었다. 그때 '마'는 스팀다리미로 '정'의 머리를 쳤다.
해경이 낙인도에 도착했다. '박'은 '자기 후배 한명 찾으러 왔다'고 말했다. 검사는 '박'이 하라는 대로 내버려두고 있었다. 교장은 '자유롭게 촬영하도록 내버려 뒀기 때문에 어디 있는지 모른다'고 말했다. 박은 '좋습니다. 그럼 신은휘라는 학생부터 만나게 해달라'고 말했다. 한창 실랑이가 벌어졌고, 그때 창고에서 불이 났다. 교장은 순간적으로 화를 참지 못하고 '놔둬! 거기 놔두라고!'라고 말했다. '박'은 비아냥거리며 '놔둬? 불이 활활 타오르는데 놔둬?저기 뭐 있나 보네.'라고 말했다. 학생들이 소화기로 불을 끄기 시작했으나 소화기는 아주 낡았으며, 기초적인 훈련만 받았으므로 의미가 없었다.
불길 안에는 자물쇠로 잠긴 가구가 있었다. 상당히 견고하게 묶여 있어 쉽사리 풀리지 않았다. 그때 '마'가 달려와 몸을 부딪혔다. 무너졌고, 그 순간 뜀틀 안에서 신은휘가 기어 나오기 위해 꿈틀거렸다. '마'는 신은휘를 구조했다. 
'박'은 무너져 내리는 목조 건물을 지켜보고 있었다. 옆에는 한 아이를 데리고 나오면서 비틀거리다가 함께 넘어져 버린 '마'도 있었다. 교장과 '윤'과 함께 간단한 조사가 이루어졌으나, 산에 갖다온 아이들도, 교사들도 입을 열지 않았다. 해경이 온 건물을 뒤진 끝에 장롱 속에 갇혀 손만 피투성이가 된 '곽'을 찾아냈고, '곽'의 말에 따라 지하실에서 한 아이를 구출해냈다. 이 장면을 '윤'은 나머지 한 명의 위치도 실토했다. 이 장면을 교장은 평화로운 눈으로 학교의 교정을 둘러보고 있었다.
'정'과 '윤', 그리고 일부 교사들이 폭력과 감금 혐의로 구속되었다. 그러나 더 이상 적용된 혐의는 없었다. 더 수사받은 사람도 없었다. '마'는 검사에게 전교생에게 이와 비슷한 피해를 받은 적이 있는지 수사하라고 말했다. 또 보건실에 있는 약에도 분명히 무엇인가가 있으니 수사하라고 말했으나, '마'의 주장 하나만으로 약의 성분을 조사하고 전교생을 수사하기는 무리가 있었다.
'마'의 편집까지 마친 영상물은 방영 불가 처분을 받았다. 또 원본 폐기 명령까지 내려졌다. 그 후 로젠탈 스쿨은 다시 비공개 사회로 돌아갔다. 그 후 아이들이 어떻게 되었는지, 교사들은 어떻게 되었는지, 신은휘는 무사한지 등은 알려진 것이 없었다.

## 평가
- YES24 - 8.3[3][4]
- 알라딘 커뮤니케이션 - 9.2[5][6]

동아일보는 ‘이 같은 로젠탈 스쿨의 설정은 처음엔 비현실적으로 보인다. 하지만 이야기가 전개될수록 그 잔혹한 학교에서 우리 교육 현실의 단면들이 문득 드러난다.’고 평가했다.

## 같이 보기
- 구병모
- 피그말리온 효과